# 栗田昌裕
栗田 昌裕（くりた まさひろ、1951年8月30日 - ）は日本の内科医、群馬パース大学学長。

## 来歴
愛知県出身。東海中学校・高等学校、東京大学理学部数学科卒。東京大学大学院修士課程（数学専攻）修了。東京大学医学部卒。カリフォルニア大学に留学。東京大学附属病院内科に勤務。東京大学助手、群馬パース大学大学院教授を経て、2014年より現職。医学博士、薬学博士。
座禅、ヨガ、気功、東洋医学に精通している。指回し体操の発明者。栗田式能力開発法（SRS, Super Reading System）を提唱し、その一部として、速読法、記憶法、健康法、瞑想法、心象法などを指導し、受講者は5万人を超えている。大学では、医学概論、健康科学、病理学、薬理学、老年医学、リハビリテーション医学、成人看護学などの講義を担当してきた。専門は内科学（特に消化器病学）。自然教育・環境保護に関心が深く、アサギマダラ（渡りをする蝶）の研究家でもある。調査の模様はNHK総合テレビ「クローズアップ現代」、「ドキュメント にっぽんの現場」などで紹介された。姫島の「アサギマダラを守る会」顧問。毎日21世紀賞受賞。2001年提言賞受賞。テレビ出演は100回以上。

## 著書
著書は百冊以上。
- 「栗田昌裕の図解『一夜づけ』超スピード勉強法」（PHP研究所・PHP文庫、2008年）
- 「栗田昌裕の能力を120%引き出す『気』の技術」（PHP研究所、2007年）
- 「『一夜づけ』超スピード勉強法」（PHP研究所・PHP文庫、2007年）
- 「脳と体に効く指回し教室」（廣済堂出版社、2007年）
- 「脳にすぐ効く30秒ストレッチ」（青春出版社、2006年）
- 「仕事力を10倍高める！ 栗田式 頭がよくなる脳トレーニング」（PHP研究所、2005年）
- 「見ているだけで頭が良くなる 脳活性3Dトレーニング・ドリル」（学習研究社、2005年）
- 「就職・資格・入試を勝ち抜く 栗田式 驚異の速書法ドリル」 （住宅新報社、2005年）
- 「簡単なのに絶対うける！！ 瞬間マジック入門」（中村弘著、栗田昌裕・解説、講談社＋α新書、2005年）
- 「図解　これは使える！ 栗田式速読トレーニング」（PHP研究所、2005年）
- 「『速く・わかりやすく』書く技術」 （KKベストセラーズ・ベスト新書、2005年）
- 「『視覚脳』を鍛えれば本がいままでの10倍速く読める！　速読する技術」（中経出版、2004年）
- 「図解『指回し体操』のコツ『指回し』で全身が10倍パワーアップ」（三笠書房・知的生き方、2004年）
- 「10倍速で10倍記憶できる！『栗田式』超スピード勉強法トレーニング」（PHP研究所、2004年）
- 「3D写真で目がどんどん良くなる本 植物編」（三笠書房・王様文庫、2005年）
- 「3D写真で目がどんどん良くなる本 水族館編」（三笠書房・王様文庫、2004年）
- 「3D写真で目がどんどん良くなる本 動物編」（三笠書房・王様文庫、2002年）
- 「3D写真で目がどんどん良くなる本 風景編」（三笠書房・王様文庫、2001年）
- 「速読王　栗田博士の驚異の資格試験突破法」（住宅新報社、2004年）
- 「脳をいままでの10倍よく働かせる法」（三笠書房、2004年）
- 「本がいままでの10倍速く読める方法」（三笠書房、2004年）
- 「驚異のネイチャー3D写真。眼力を高めるパワード・アイ」（健学社、2003年）
- 「栗田式　仕事力を10倍高める記憶トレーニング」（PHP研究所、2003年）
- 「心身の科学」第35巻～第41巻（SRS研究所、2002-2003年）
- 「仕事と学習の成果を高める栗田式奇跡の速読法」（PHP研究所・PHP文庫、2002年）
- 「能力全開！ 栗田式記憶法入門」（PHP研究所・PHP文庫、2002年）
- 「速読法と記憶法（パワーアップ編）」（KKベストセラーズ・ベスト新書、2002年）
- 「栗田昌裕の一夜漬け超スピード勉強法」（PHP研究所、2002年）
- 「栗田昌裕の眠っている力を引き出す超気功法」（KKロングセラーズ、2002年）
- 「栗田式仕事力が10倍になる速読トレーニングブック」（PHP研究所、2002年）
- 「記憶力がいままでの10倍よくなる法」（三笠書房・知的生き方文庫、2002年）
- 「本がいままでの10倍速く読める方法」（三笠書房、2002年）
- 「栗田昌裕の能力を20倍にする速読法」（KKロングセラーズ、2002年）
- 「栗田昌裕の目がよくなる眼力法」（KKロングセラーズ、2002年）
- 「速読法と記憶法」（KKベストセラーズ・ベスト新書、2001年）
- 「楽しく遊んでみるみる目がよくなるマジック・アイ2」（栗田昌裕監修・ワニブックス、2001年）
- 「『夢見の技術』で頭が良くなる」（光文社・カッパブックス、2001年）
- 「楽しく遊んでみるみる目がよくなるマジック・アイ」（栗田昌裕監修・ワニブックス、2001年）
- 「栗田博士の驚異の速読法」（学習研究社・学研M文庫、2001年）
- 「視力低下は自分で回復できる！」（青春出版社、2001年）
- 「奇跡を呼ぶ指回し体操」（学習研究社・学研M文庫、2000年）
- 「からだを癒す」（法研、栗田昌裕監修、2000年）
- 「栗田式 目標達成の方法」（PHP研究所、2000年）
- 「肩こりはこれで治せる」（廣済堂出版、2000年）
- 「健康前向き宣言」（法研、栗田昌裕監修、2000年）
- 「潜在意識開発法」（KKロングセラーズ、1999年）
- 「夢を知り夢を活かす栗田博士の『活夢法』入門」（廣済堂出版、1998年）
- 「やめられないあなたへ ちょっと変えよう生活習慣」（法研、栗田昌裕監修、1998年）
- 「なぜシマウマは胃潰瘍にならないか ストレスと上手につきあう方法」（R・M・サポルスキー著、栗田昌裕監修、森平慶司訳、シュプリンガー・フェアラーク東京刊、1998年）
- 「知力を高める驚異の共鳴速読法」（廣済堂出版、1998年）

ほか多数。